# Reculver
Reculver – osada w Anglii, w hrabstwie Kent, w dystrykcie Canterbury. Leży 14 km na północny wschód od miasta Canterbury i 94 km na wschód od centrum Londynu.
W 2001 miejscowość liczyła 135 mieszkańców. Za czasów imperium rzymskiego służyła jako port, leżący po północnej stronie kanału Wantsum.